# Група Матьє
Групи Матьє — це п'ять спорадичних простих груп, M11, M12, M22, M23 і M24, які ввів Еміль Леонар Матьє. Групи є кратно транзитивними групами перестановок 11, 12, 22, 23 чи 24 об'єктів. Перші відкриті спорадичні групи.
Іноді використовують позначення M9, M10, M20 і M21 для пов'язаних груп (які діють на множинах із 9, 10, 20 і 21 точками, відповідно), а саме стабілізаторів точок у великих групах. Хоча це не спорадичні прості групи, вони є підгрупами великих груп і можуть бути використані для їх побудови. Джон Конвей показав, що можна продовжити цю послідовність, отримуючи групоїд Матьє M13, що діє на 13 точок. M21 — проста, але не спорадична група, оскільки є ізоморфною PSL(3,4).

## Історія
Матьє ввів групу M12 як частину дослідження кратно транзитивних груп перестановок і коротко згадав (на стор. 274) групу M24, вказавши її порядок. У статті 1873 року він навів додаткові деталі, включаючи явні породжувальні множини для цих груп, але групу нелегко побачити з його аргументів, що згенеровані групи не просто знакозмінні групи, і кілька років існування груп було під сумнівом. Міллер навіть опублікував статтю з хибним доведенням, що M24 не існує, хоча незабаром після цього у статті 1900 року він визнав, що доведення мало помилки, і дав доведення, що групи Матьє прості. Вітт нарешті припинив сумніви про існування цих груп, побудувавши їх, як послідовні транзитивні розширення груп перестановок, а також як групи автоморфізмів систем Штейнера.
Після груп Матьє нових спорадичних груп не виявляли до 1965 року, коли було відкрито групу J1.

## Кратно транзитивні групи
Матьє цікавився пошуком кратно транзитивних груп перестановок. Для натурального числа k група перестановок G, яка діє на n точок, є k-транзитивною, якщо при заданні двох множин точок a1, … ak і b1, … bk зі властивістю, що всі ai різні й всі bi різні, існує елемент g групи G, який відображає ai в bі для всіх i від 1 до k. Така група називається гостро k-транзитивною, якщо елемент g єдиний (тобто дія на k-кортежі регулярна (строго транзитивна), а не просто транзитивна).
Група M24 5-транзитивна, а група M12 — гостро 5-транзитивна. Інші групи Матьє (прості та не прості), як підгрупи, що відповідають стабілізаторам m точок, мають нижчу транзитивність (M23 4-транзитивна, і т. д.).
4-транзитивними групами є тільки симетричні групи Sk для {\displaystyle k\geqslant 4}, знакозмінні групи Ak для {\displaystyle k\geqslant 6}, і групи Матьє M24, M23, M12 та M11.
Класичним результатом є результат Жордана, що тільки симетрична та знакозмінні групи (степенів k і k + 2 відповідно), а також M12 і M11 є гостро k-транзитивними групами перестановок для {\displaystyle k\geqslant 4}.
Важливими прикладами кратно транзитивних груп є 2-транзитивні групи та групи Цассенгауса. Останні, зокрема, включають проєктивну загальну лінійну групу проєктивної прямої над скінченним полем, PGL(2,Fq), яка є гостро 3-транзитивною (див. Подвійне відношення) на {\displaystyle q+1} елементах.

### Таблиця порядків та транзитивності
| Група | Порядок   | Порядок (добуток)   | Розклад порядку  | Транзитивність                   | Проста | Спорадична  |
| ----- | --------- | ------------------- | ---------------- | -------------------------------- | ------ | ----------- |
| M24   | 244823040 | 3•16•20•21•22•23•24 | 210•33•5•7•11•23 | 5-транзитивна                    | так    | спорадична  |
| M23   | 10200960  | 3•16•20•21•22•23    | 27•32•5•7•11•23  | 4-транзитивна                    | так    | спорадична  |
| M22   | 443520    | 3•16•20•21•22       | 27•32•5•7•11     | 3-транзитивна                    | так    | спорадична  |
| M21   | 20160     | 3•16•20•21          | 26•32•5•7        | 2-транзитивна                    | так    | ≈ PSL3(4)   |
| M20   | 960       | 3•16•20             | 26•3•5           | 1-транзитивна                    | ні     |             |
|       |           |                     |                  |                                  |        |             |
| M12   | 95040     | 8•9•10•11•12        | 26•33•5•11       | гостро 5-транзитивна             | так    | спорадична  |
| M11   | 7920      | 8•9•10•11           | 24•32•5•11       | гостро 4-транзитивна             | так    | спорадична  |
| M10   | 720       | 8•9•10              | 24•32•5          | гостро 3-транзитивна             | почти  | M10' ≈ Alt6 |
| M9    | 72        | 8•9                 | 23•32            | гостро 2-транзитивна             | ні     | ≈ PSU3(2)   |
| M8    | 8         | 8                   | 23               | гостро 1-транзитивна (регулярна) | ні     | ≈ Q         |

## Побудова груп Матьє
Групи Матьє можна побудувати різними способами.

### Групи перестановок
M12 має просту підгрупу порядку 660, максимальну підгрупу. Ця підгрупа ізоморфна проєктивній спеціальній лінійній групі PSL2(F11) над полем із 11 елементів. Якщо −1 позначити як a, а нескінченність як b, двома стандартними генераторами є перестановки (0123456789a) та (0b)(1a)(25)(37)(48)(69). Третій генератор, що дає M12, переводить елемент x групи F11 у {\displaystyle 4x^{2}-3x^{7}}, як за перестановки (26a7)(3945).
Ця група виявляється не ізоморфною жодному з членів нескінченних сімейств скінченних простих груп і називається спорадичною. M11 є стабілізатором точки M12 і теж виявляється спорадичною простою групою. M10, стабілізатор двох точок, не є спорадичною, але є майже простою групою, комутант якої — знакозмінна група A6. Вона пов'язана з винятковим зовнішнім автоморфізмом групи A6. Стабілізатор 3 точок — проєктивна спеціальна унітарна група PSU(3,22), яка є розв'язною. Стабілізатор 4 точок — група кватерніонів.
Подібно, M24 має максимальну просту підгрупу порядку 6072, ізоморфну PSL2(F23). Один генератор додає 1 кожному елементи поля (залишаючи точку N на нескінченності нерухомою), тобто перестановка (0123456789ABCDEFGHIJKLM)(N), а інший є перестановкою, що обертає порядок, (0N)(1M)(2B)(3F)(4H)(59)(6J)(7D)(8K)(AG)(CL)(EI). Третій генератор, що дає M24 переводить елемент x групи F23 в {\displaystyle 4x^{4}-3x^{15}}. Обчислення показують, що це перестановка (2G968)(3CDI4) (7HABM)(EJLKF).
Стабілізатори 1 і 2 точок, M23 і M22, також виявляються простими спорадичними групами. Стабілізатор 3 точок є простою групою та ізоморфний проєктивній спеціальній лінійній групі PSL3(4).
Ці побудови процитував Кармайкл. Діксон і Мортімер приписують перестановки Емілю Матьє.

### Групи автоморфізмів систем Штейнера
Існує з точністю до еквівалентності єдина S(5,8,24) система Штейнера W24 (схема Вітта). Група M24 є групою автоморфізмів цієї системи Штейнера, тобто множина перестановок, які відображають кожен блок у деякий інший блок. Підгрупи M23 та M22 визначаються як стабілізатори однієї точки та двох точок відповідно.
Подібним чином, існує з точністю до еквівалентності єдина S(5,6,12) система Штейнера W12, а група M12 є її групою автоморфізмів. Підгрупа M11 є стабілізатором точки.
W12 можна побудувати з афінної геометрії на векторному просторі F3×F3 системи S(2,3,9).
Альтернативна побудова W12 — «кошеня» Кертіса.
Вступ до побудови W24 за допомогою чудового генератора октад Р. Т. Кертіса та аналога для W12 (miniMOG) Конвея можна знайти в книзі Конвея і Слоуна.

### Групи автоморфізмів кодів Голея
Група M24 є групою автоморфізмів перестановок розширеного двійкового коду Голея W, тобто групи перестановок 24 координат, що відображають W в себе. Усі групи Матьє можна побудувати як групи перестановок двійкових кодів Голея.
M12 має у своїй групі автоморфізмів індекс 2, а M12:2 виявляється ізоморфною підгрупою групи M24. M12 є стабілізатором коду з 12 одиниць. M12:2 стабілізує розділення у двох комплементарних кодах з 12 біт.
Існує природний зв'язок між групами Матьє та більшими групами Конвея, оскільки ґратку Ліча побудовано на бінарному коді Голея й обидві групи, фактично, лежать у просторі розмірності 24. Групи Конвея виявлено в Монстрі. Роберт Ґріс називає 20 спорадичних груп, знайдених у Монстрі, щаслива родина, а групи Матьє — перше покоління.

### Dessins d'enfants
Групи Матьє можна побудувати за допомогою dessins d'enfants (з фр. — дитячий малюнок), а малюнок, асоційований з M12, ле Брюн назвав «Monsieur Mathieu» (Месьє Матьє).